# Ectinoides
Ectinoides is een geslacht van kevers uit de familie  
kniptorren (Elateridae).
Het geslacht is voor het eerst wetenschappelijk beschreven in 1966 door Kishii.

## Soorten
Het geslacht omvat de volgende soort:
- Ectinoides insignitus (Lewis, 1894)